# Mecanoo
Mecanoo — нидерландское архитектурное бюро, основанное в 1984 году выпускниками Делфтского технического университета. После того как компанию покинули другие партнёры-основатели, её возглавляет Франсин Хаубен. 

## История
Архитектурное бюро Mecanoo было основано в 1984 году выпускниками Делфтского технического университета: Франсин Хаубен, Эриком ван Эгератом, Хенком Дёллем, Рулфом Стинхьюсом и Крисом де Вейером, со штаб-квартирой в Делфте. Сокурсники университета победили в конкурсе на проектирование Дома молодёжи на Крауспляйн в Роттердаме. Это здание стало первым реализованным проектом архитектурной мастерской Mecanoo. Со временем (1988—2003), все остальные партнёры-основатели кроме Хаубен покинули компанию, а она продолжила работу в качестве креативного директора. Архитектурное бюро под её руководством относится к самым успешным и известным в Нидерландах. Офисы компании расположены в британском Манчестере, американском Вашингтоне и тайваньском Гаосюне.

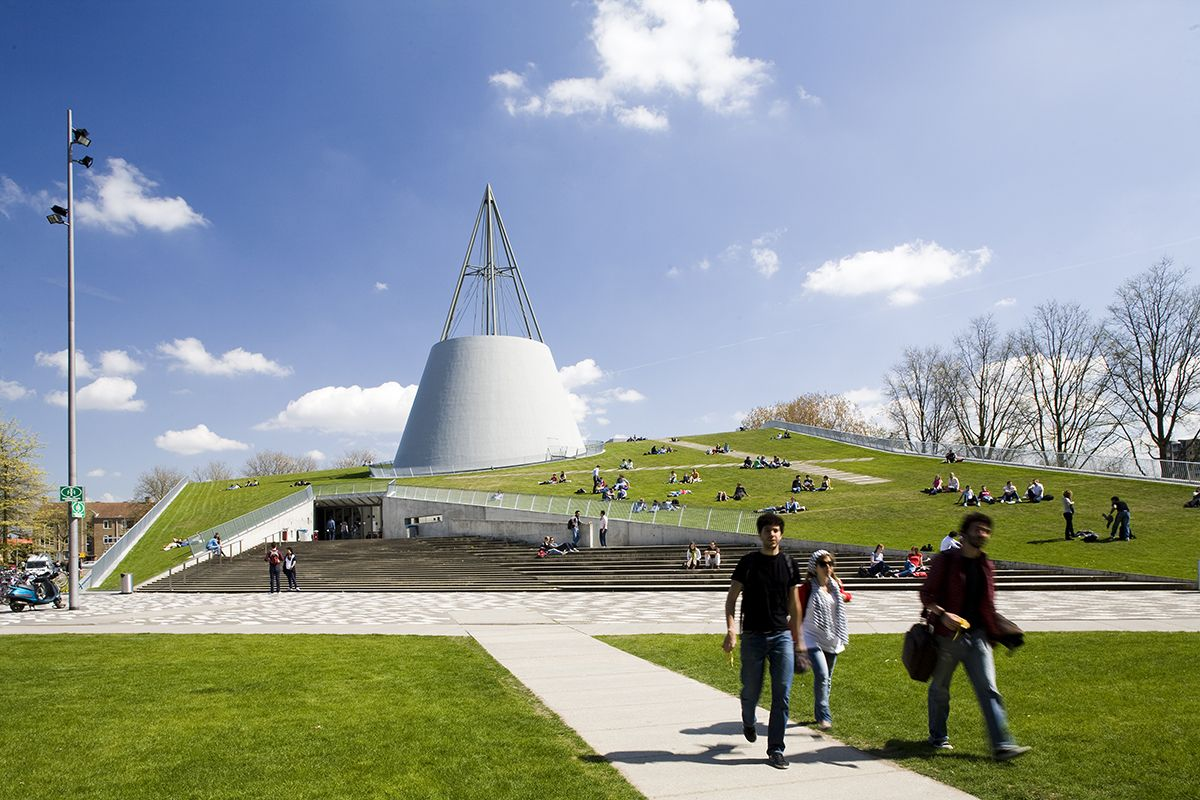
Библиотека Технического университета в Утрехте

Архитектурные проекты компании отличаются широким диапазоном дизайна и включает в себя самые различные объекты строительства: университеты, библиотеки, театры, жилые районы, музеи и гостиницы. Хаубен успешно сочетает различные отрасли и дисциплины архитектуры, градостроительства и ландшафтной архитектуры, совмещаемые оригинальным образом и с вниманием к способам освещения. Каждый проект рассматривается с точки зрения того, как он связан с городскими и общественными элементами архитектуры, как возводимые сооружения влияют на окружающую среду и привлекательность территории. Компания опирается на архитектурную концепцию выдвинутую своим креативным директором: «Композиция. Контрастность. Комплексность». В своей работе Хаубен опирается «на точный анализ в сочетании с интуицией, которая основывается в течение трёх десятилетий на совмещении социальных, технических, ироничных и человеческих аспектов пространственных решений, для создания уникального решения в отношении каждого архитектурного вызова».

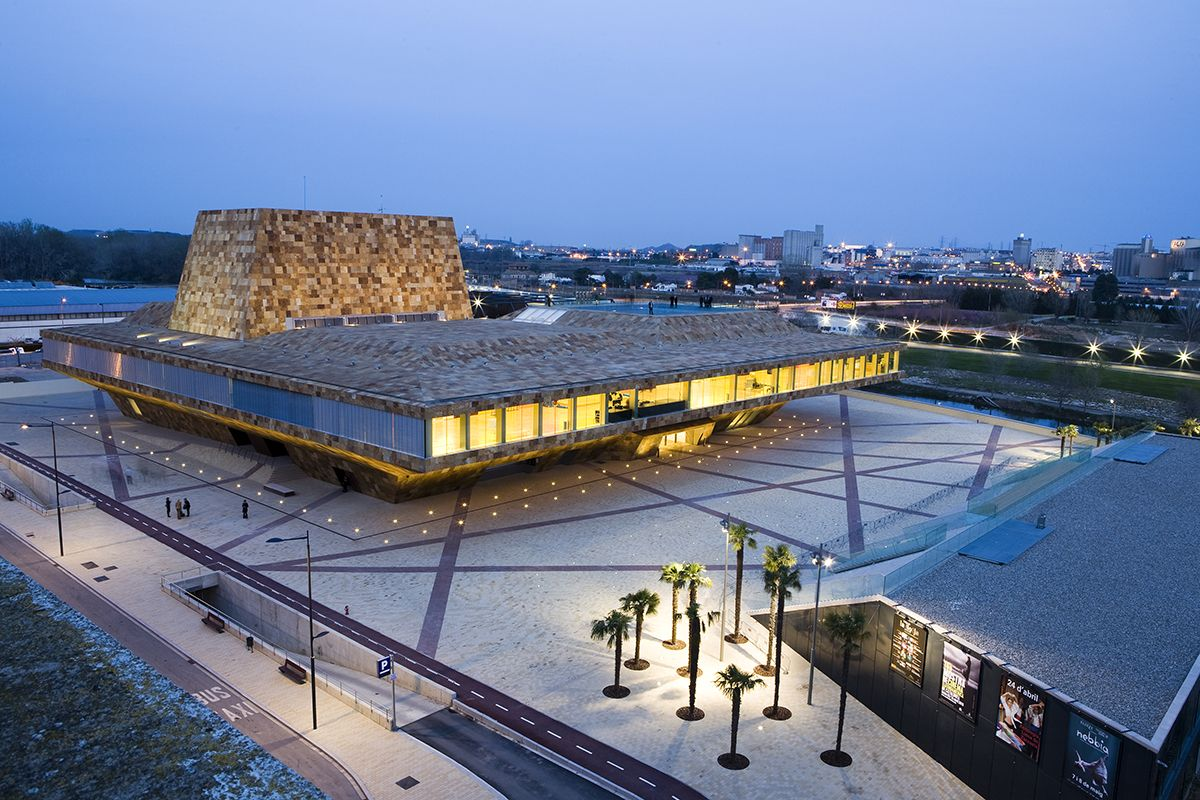
Конференц-центр и театральный комплекс «La Llotja» в каталонском городе Льейда

Проекты компании были реализованы в Нидерландах, Испании, Великобритании, Китае, Тайване, Южной Корее, Норвегии, Польше, США и др. В 2007—2010 годах был построен конференц-центр и театральный комплекс «La Llotja» в каталонском городе Льейда. Бюро выиграло конкурс на проектирование и строительство этого комплекса зданий в 2004 году. Общая площадь сооружения составила 37 500 м². Торжественное открытие прошло 21 января 2010 года. В 2018 году по проекту компании был построен тайваньский Национальный центр искусств Гаосюна, которое заявлено как: «крупнейшее в мире сооружение для сценических представлений под одной крышей», который был награждён серебряной наградой Нью-Йоркской премии дизайна (New York Design Awards).
В архитектурной деятельности компании значительное место занимают проекты связанные со строительством и реконструкцией библиотек. Первым крупным таким объектом стала библиотека Делфтского технического университета законченная в 1997 году. В 1998 году было завершено возведение библиотеки Технического университета в Утрехте. Её архитектурное решение представляет собой железобетонный конус, увенчанный прозрачной пирамидой. Само здание находится внутри холма, а верхняя часть возвышается над ним. Доступ к естественному освещение осуществляется посредством стеклянных траншей, прорытых в почве лужайки холма. В 2013 году была завершена реконструкция Бирмингемской библиотеки, ставшей крупнейшей публичной библиотекой в Великобритании и одной из самых больших региональных библиотек Европы. Этот проект получил международное признание и был номинирован на «Премию Стерлинга» Королевского института британских архитекторов в 2014 году, а специализированный Architects' Journal признал Хаубен архитектором года. В 2016 году компания выиграла международный конкурс по проектированию здания Публичной библиотеки в тайваньском Тайнани. В 2017—2020 годах совместно с американской компанией Beyer Blinder Belle осуществлялась реконструкция Нью-Йоркской публичной библиотеки.

## Избранные проекты

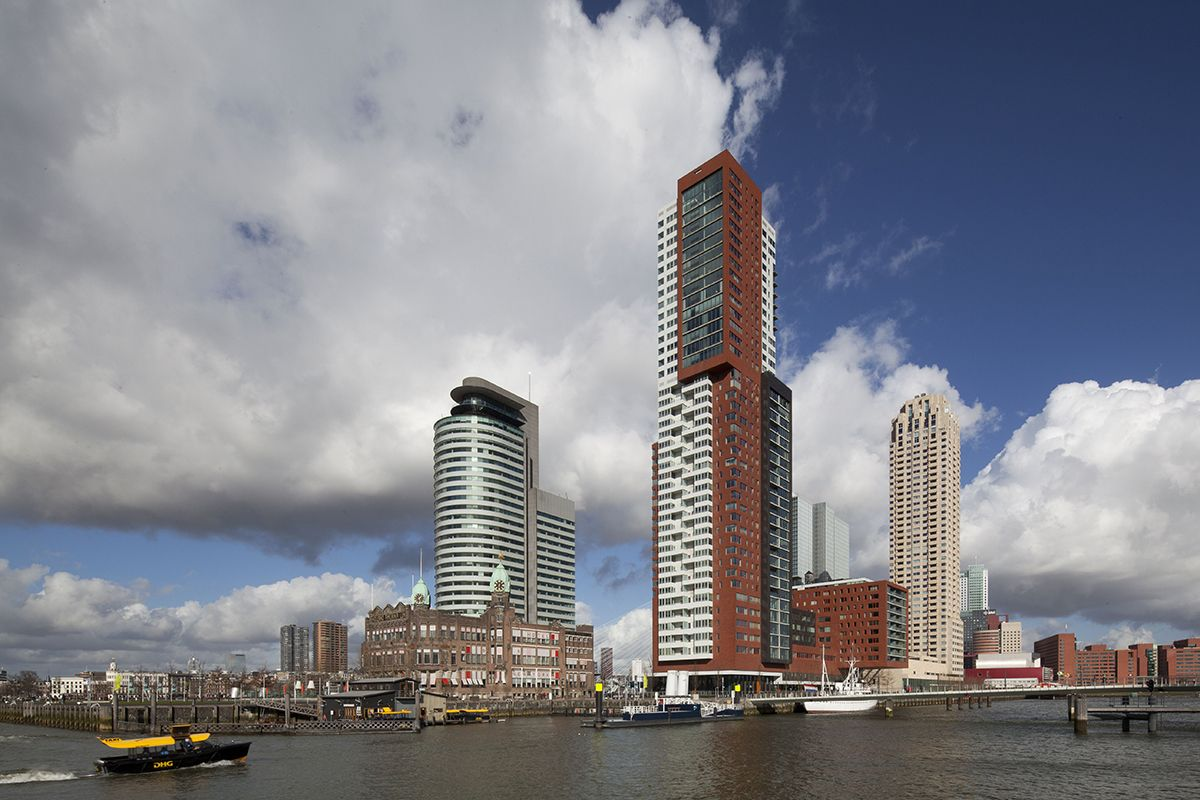
Жилищный комплекс «Монтевидео» в Роттердаме

- Жилищный комплекс «Монтевидео» в РоттердамеДом молодёжи на Крауспляйн (Роттердам, 1984)
- Библиотека Делфтского технического университета (1997) и расположенный на его территории парк Мекель (2009)
- Часовня Святой Марии Ангелов (Роттердам, 2001)
- Жилищный комплекс «Монтевидео» (Роттердам, 2006)
- Высотное здание исследовательского центра Philips Business «FiftyTwoDegrees» (Неймеген, 2005—2008)
- Парк Нельсона Манделы в Бийльмэрмеери (Амстердам-Зюйдост, 2010)
- Театр «La Llotja» и Конгресс-центр (Льейда, 2010)
- Kaap Skil, Maritime and Beachcombers Museum (Аудесхилд, Тексель, 2012)
- Бирмингемская библиотека (Бирмингем, 2013)
- Консультационный Центр «Westelijke Mijnstreek» для Rabobank (Ситтард, 2014)

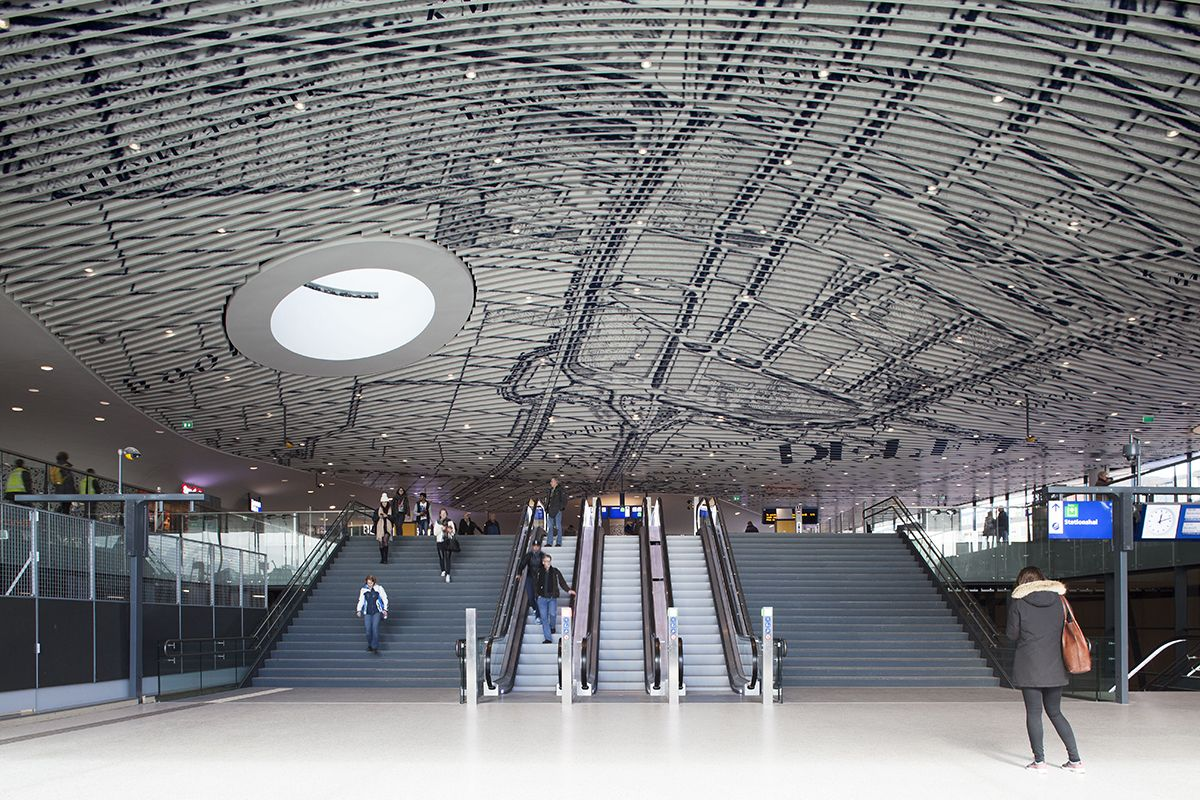
Железнодорожный вокзал и городские офисы в Делфте

- Железнодорожный вокзал и городские офисы в ДелфтеЖелезнодорожный вокзал и городские офисы (Делфт, 2015)
- Центр современного искусства «HOME» (Манчестер, 2015)
- Муниципальное здание «Bruce C. Bolling» (Бостон, Массачусетс 2015)
- Ревитализация Мемориальной библиотеки Мартина Лютера Кинга (Вашингтон)
- Национальный центр искусств (Гаосюн)
- Три культурных центра и книжный магазин (Шэньчжэнь)
- Реконструкция Нью-Йоркская публичная библиотека (2017—2020)